# 제라르드 굼바우
제라르드 굼바우 가리가(카탈루냐어: Gerard Gumbau Garriga, 1994년 12월 18일 ~ )는 스페인의 축구 선수로, 현재 스페인 라리가의 그라나다에서 활약하고 있다. 포지션은 미드필더이다.

## 클럽 경력
카탈루냐의 지로나의 캠프롱에서 태어난 굼바우는 지로나 FC의 유소년 구단에서 성장했다. 2014년 7월 1일, 굼바우는 3년 계약을 체결하고 세군다 디비시온에 소속된 FC 바르셀로나 B팀으로 편입되었다.
2015년 1월 15일, 굼바우는 본 팀 데뷔를 가졌으며, 9–0으로 집계된 4–0으로 코파 델 레이 원정 경기에서 엘체를 상대로 선발 출전했다. 그는 2015년 9월 20일, 레반테를 상대로 홈에서 4-1로 승리한 경기에서 라 리가 데뷔를 하였으며, 후반 전반에 세르지오 부스케츠 대신 교체로 출전했다.
2017년 7월 12일, 굼바우는 프리메라 디비시온에서 레가네스와 3년 계약을 체결했다. 2019년 8월 14일, 굼바우는 자신의 첫 번째 클럽인 지로나로 돌아와 3년 계약을 체결하고 2부 리그의 주요 팀으로 배정되었다. 2021년 8월 31일에 그는 계약을 해지하였고, 그리고 몇 시간 후에 엘체와 2년 계약을 체결했다.
2023년 7월 27일, 라 리가로 승격한 그라나다는 엘체와의 계약이 만료된 후 자유 계약으로 굼바우를 영입했다고 발표했다.